# TAB-63
Der TAB-63 ist ein 8×8-Schützenpanzerwagen (Originalbezeichnung Transportorul Amfibiu Blindat model 1963, deutsche Übersetzung: Amphibischer Panzerwagen Modell 1963) aus rumänischer Produktion. Der TAB-63 basiert im Wesentlichen auf dem sowjetischen BTR-60P.

## Entstehungsgeschichte
Die Sozialistische Republik Rumänien hatte seit 1962 die Zulassung für eine Lizenzfertigung des sowjetischen BTR-60P. Im April 1963 beschloss der Nationale Verteidigungsrat der Sozialistischen Republik Rumänien schließlich, einen Prototyp eines gepanzerten Mannschaftswagens zu entwickeln, der weitestgehend mit rumänischen Fahrzeugkomponenten ausgestattet sein sollte. Diese Autoteile wurden in den Rumpf eines sowjetischen BTR-60P in verschiedenen Fabriken der heimischen Fahrzeugindustrie eingebaut und das Fahrzeug anschließend Tests unterzogen.
Obwohl die TAB-63 nie in Serie ging, wurden die bei der Entwicklung und Montage dieses Prototyps gewonnenen Erfahrungen später für die Produktion des TAB-71 genutzt.

## Technik
Der TAB-63-Prototyp war mit zwei Benzinmotoren des Typs SR-213, zwei Fahrzeuggetriebe, zwei Kardanwellen, zwei Antriebswellen, Bremsen, Hydraulikpumpen, Elektrik, einem zentralen Reifendruckregelsystem und einer Reihe weiterer Bauteile aus rumänischer Produktion ausgestattet.
Der TAB-63 wurde auf einer militärischen Testgelände über 15.000 Kilometer gefahren, die Amphibientauglichkeit wurde 26 Stunden lang getestet. Am Ende der Tests erklärten die Fahrzeugingenieure des Militärs, dass der TAB-63, sofern dieser mit dem optimalen Getriebe ausgestattet sei, die gleiche Mobilität habe wie der BTR-60P.